# Tenuipalpus faveolus
Tenuipalpus faveolus är en spindeldjursart som beskrevs av Meyer 1993. Tenuipalpus faveolus ingår i släktet Tenuipalpus och familjen Tenuipalpidae. Inga underarter finns listade i Catalogue of Life.